# Джеймс Бартли
Джеймс Бартли (1870—1909) — центральная фигура городской легенды, согласно которой он был проглочен кашалотом целиком, но выжил.

## Легенда
История гласит, что в 1891 году британское китобойное судно «Star of the East» в районе Фолклендских островов встретило кашалота, показавшегося подходящей добычей. На воду были спущены два вельбота, и один из гарпунёров поразил животное. Разъярённый ранением кашалот стремительно атаковал одну из лодок и ударом хвоста разнёс её в щепы. Второй шлюпке удалось спасти шестерых из восьми моряков первого вельбота.
Кашалот скрылся, но спустя несколько часов судно наткнулось на его тушу: ранение оказалось смертельным. Экипаж пришвартовал мёртвого кашалота к борту корабля и начал его разделку. Добравшись до желудка, моряки увидели, что он странно подергивается. Когда его вскрыли, то обнаружили в нём тело Джеймса Бартли, одного из двух пропавших при атаке кашалота моряков. К всеобщему удивлению, Бартли оказался жив, хотя и без сознания; с момента его исчезновения к этому времени прошло 16 часов.
Врачу удалось привести Бартли в чувство, но он ещё пару недель находился в умопомрачении, никого не узнавая и не разговаривая. Однако к концу третьей недели он настолько пришёл в себя, что смог приступить к выполнению своих должностных обязанностей. Физически он не пострадал, единственным последствием пребывания в желудке кашалота стала неестественно бледная окраска кожи на лице, шее и кистях рук - частях тела, не прикрытых одеждой и пострадавших от кислотной среды.
Бартли дал показания, записанные капитаном судна. По ним моряк помнил, как его выбросило из вельбота, после чего он очутился в какой-то тёмной слизистой трубе, по которой он скользил ногами вперед. Вскоре ему стало свободнее и он перестал ощущать сжатия стенок трубы, но выхода не было, руки повсюду натыкались на горячие и слизистые упругие стенки. Воздух был пригоден для дыхания, однако горяч и зловонен. Осознав, что произошло, Бартли пришёл в ужас и потерял сознание, придя в себя лишь в капитанской каюте китобойного судна.
По возвращении судна в Англию Бартли ещё раз изложил свою историю, на сей раз репортёрам. Газеты вышли с сенсационными заголовками: «Сенсация века! Человек, проглоченный китом, остаётся жить. Один шанс из миллиона. Невероятный случай с человеком, который пробыл в чреве кашалота шестнадцать часов». Вскоре история разошлась, обрастая новыми подробностями, по которым, по разным версиям, Бартли ослеп, Бартли стал сапожником в родном городе Глостере, врачи не смогли избавить кожу Бартли от бледности, на могиле Бартли вырезана надпись «Джеймс Бартли — современный Иона», Бартли стал выступать в цирке, Бартли снова вышел в море, скрываясь от внимания публики, и так далее.
История обросла столь фантастическими подробностями, что вскоре стала казаться публике вымышленной, и к концу XIX века о Джеймсе Бартли забыли.
Стоит отметить, что в различных источниках детали легенды несколько разнятся, самым существенным различием, вероятно, стоит считать предположение, что Бартли пробыл в желудке только 2 часа.

## Влияние легенды
Хотя интерес широкой публики к происшествию быстро угас, к истории Джеймса Бартли в дальнейшем не раз возвращались и моряки, и учёные, и писатели. Известный английский писатель Джулиан Барнс обращался к истории Бартли в своей книге «История мира в 10½ главах». Тематика присутствует в романе Д. М. Ледгарда «Погружение» и книге Клайва Касслера «Медуза». Артур Кларк в романе «Конец детства» также обращается к истории пребывания человека в чреве кашалота. В 1965 году история Бартли была описана в эпизоде «Иона и кит» (англ. "Jonah and the Whale") телесериала «Voyage to the Bottom of the Sea».
В 1914 году французский учёный М. де Парвиль (фр. M. de Parville) опубликовал своё расследования обстоятельств данной истории в парижской газете Journal des débats. Выводы француза были таковы:

Я думаю, что отчёт, сделанный английским капитаном и его командой, заслуживает того, чтобы ему поверили. Известно много случаев, когда кашалоты в ярости смертельной агонии глотали людей. Но это первый в истории нашего времени случай, когда жертва осталась живой и невредимой— 
Спустя ещё десять лет, в 1924 году, английский инженер-механик Фрэнсис Фокс в своей книге «63 года инженерного дела» тоже значительное внимание уделил истории Джеймса Бартли. Он также был убеждён в истинности легенды:

Я твёрдо убеждён в правдивости этого происшествия— 
История вновь всплыла на свет в 1958 году после публикации в канадском рыбопромышленном журнале «Canadian fisherman», через год появилась статья в журнале «Вокруг света», а в течение следующих двух лет тема поднималась на страницах британского журнала «Нотикл Мэгэзин», американских журналов «Скиппер» и «Си Фронтиерс». Они также считали историю правдоподобной.

После долгого и тщательного изучения этого вопроса я считаю, что этот единственный случай (кстати он подтверждён крупными авторитетами) заслуживает того, чтобы быть опубликованным во всех подробностях— Давид Ганстон, «Нотикл Мэгэзин», 1961

## Критика
Однако несмотря на долгие годы публикаций, подтверждающих истинность легенды, существует и иное мнение по поводу данной легенды.
В качестве аргументов используются, в первую очередь, документальные свидетельства. Действительно, существовало британское судно «Star of the East», и оно действительно находилось в районе Фолклендских островов в указанное время, но оно вовсе не было китобойным. Более того, в списках членов его команды никогда не было никакого Джеймса Бартли.
Первый серьезный отчёт, авторства де Парвиля, в свою очередь сам стал предметом исследования историка, профессора Мессайя Колледжа в Пенсильвании Эдварда Дэвиса, который пришёл к выводам, что у де Парвиля не было надёжных источников, и он опирался лишь на непроверенные газетные заметки.
Сесил Адамс, колумнист «The Chicago Reader», в своём онлайн-проекте «The Straight Dope» приводит несколько дополнительных фактов и прослеживает хронологию публикаций в прессе. Так, он приводит сведения о публикации в «New York Times» в 1896 году относительно этого случая, ссылающейся на публикацию в британском «The Mercury of South Yarmouth» в октябре 1891, отмечая, что эта статья написана в скептическом тоне. В то же время имеется публикация в «The Yarmouth Mercury» от 22 августа 1891 «Man in a Whale’s Stomach / Rescue of a Modern Jonah», которая однако не только не содержит каких-либо признаков того, что автор опирался на рассказы самого Бартли, либо капитана, либо членов команды, но даже не подписана вовсе. Кроме того, в июне 1891 года на пляже у города Горстон, немного южнее Грейт-Ярмута был обнаружен большой кит, убитый, препарированный и выставлявшийся напоказ в различных городах Англии. Также приводятся сведения из письма жены капитана «Star of the East», Дж. Б. Киллема (англ. J.B. Killam) от 1906 года, в котором она утверждает, что за все годы, пока её муж был капитаном судна, никто и никогда не погиб на его корабле. Таким образом Адамс делает вывод, что вся история родилась из широкого распространения газетной утки, призванной прорекламировать выставку чучела кита в небольшом британском городке.
Своё мнение есть у медиков и биологов. По мнению кандидата биологических наук С. Клумова, вероятность того, что человек мог быть проглоченным и при этом без ранений миновать большое число зубов кашалота, ничтожна. Кроме того, согласно его исследованиям, в желудках кашалотов нет воздуха, а напротив, они заполнены довольно большим количеством жидкости, и максимальный объём желудка кашалота в принципе не способен вместить объём воздуха, необходимый для дыхания взрослого человека в течение 16 часов. И даже если предположить, что именно желудок был пробит гарпуном, упругие покровные ткани сомкнулись бы и препятствовали бы проникновению кислорода, к тому же кашалот должен был бы все время до самой смерти держать пробитое отверстие выше уровня воды. Также температура внутри желудка кашалота постепенно росла бы с прижизненных 37,8—38,5°C до 39°C после его смерти, причём повышенная температура должна была усилить действие желудочного сока и увеличить объём воздуха, необходимый для дыхания. Учёный делает окончательный вывод, что это физически невозможно, хотя и отмечает, что теоретически кашалот способен проглотить человека целиком.
С его мнением согласен и член-корреспондент АН СССР Л. А. Зенкевич: «Я думаю, что этот случай совершенно неправдоподобен».